# Крижана компанія
Крижана компанія (англ. La Compagnie des glaces) — серія постапокаліптичних фантастичних романів французького письменника Жоржа-Жана Арно. Було опубліковано в 1980—2005 роках видавництвом Fleuve noir. В серії поєднано фантастику, детектив і шпигунський роман.

## Світ романів
Дія відбувається в далекому майбутньому. Пил від вибуху Місяця, де зберігалися ядерні відходи, вкрив Земну атмосферу, закривши сонячні промені і зануривши Землю в новий льодовиковий період (максимальна температура -100 °C). Цивілізація занепала і минуло 200 років варварства до появи нового льодового суспільства.
Люди, що вижили, змушені жити в містах під кулями, між якими транспортний зв'язок здійснюється лише за допомогою бронепоїздів. Головний закон «Без залізниці, життя немає».
Паровози, які дістаються навіть до віддалених місць, є розкішшю, окрім членів Безпеки, які їм призначені, дозволити собі їх можуть лише найбагатші громадяни. Всі поїзди оснащені електронним пристроєм — коробкою різних кольорів. Він служить для спілкування та визначає статус власника, автоматично регулює пріоритет на трасі. Будь-яке втручання в цю установу карається. Чорний — доступний лише видатним людям. Ці потяги та локомари мають абсолютне перевагу. Коричневий — це переважно військові потяги. Жовтий — менш важливий статус. Червоний — найнижчий статус, повинен віддавати перевагу всім поїздам. Більшість поїздів обладнані червоними пристроями.
Поїзди і міста контролюють великі залізничні корпорації — Окремі компанії: «Африка», «Австралійська Федерація», «Міжтихоокеанська корпорація», «Панамериканська корпорація», «Сибірське товариство», «Корпораціяморського льодовика», Трансєвропейське корпорація.
Встановлено тоталітарний режим від людей приховується правда про життя до настання льодовикового періоду, а також його причини. Відбувається боротьба між декількома організаціями: аристократичній Гільдії диспетчерів, Церквою неокатоликів, «Сонячні вказівники», «Люди Йони», «Симони», а також між самими залізничними корпораціями.
Поза містами панує мороз у -40 °C. Його здатні витримати лише «Руді», гуманоїди з червоним хутром, що мутували й змогли адаптуватися до таких температур.

## Зміст
Вчений глаціолог (той, що займається льодом) Ліен Раг прагне простежити витоки та таємниці льодових суспільств і корпорацій. Ліен Раг спочатку не довіряє Рудим, але пізніше приєднується до них, щоб захищати свої інтереси та права. Він намагається з'ясувати звідки беруться руді. Це призводить до того, що його оголошують ворогом № 1. В подальшому йому допомагають гном на прізвисько Малюк, Леді Діана, керівник Панамериканської корпорації та одна з небагатьох людей, які знають секрет походження корпорацій, Єусе з Рудих, мутант-пірат Курц, Лієнті Раг, безнога кузина Ліен Рага.
Пошуки Рага врешті-решт переносять його через так званий Косий шлях у космос, де нарешті розкриваються всі секрети його світу на велетенському космічному кораблі «Цибулина», що обертається навколо Землі.
Виявляється, що перед вибухом місяця частина землян спробувала створили колонію на планеті Змієносець IV з відповідного сузір'я, проте невдало. Невеличка частина повернулася на «Цибулину». тут земляни поділилися: одні, серед яких були предки Рага, намагалися врятувати Землю, інші — предки диспетчерів вирішили залишити льодовиковий період та займалися генетичними дослідами, наслідком яких стали Руді.
Наступні 10 років Ліен Раг присвячує відновленню Землі та завершенню льодовикового періоду. За допомогою «Сонячними вказівникиків» вдається знищити місячний пил, що заважав проникненню сонячних променів на Землю. Починається потепління, що провокує економічну кризу, викликану тим, що низка залізничних корпорацій зникає, а інші намагаються адаптуватися до нового стану.
Льодовиковий період минає. Руйнуються старі держави, утворюються нові союзи, а по всій земній кулі вибухають різні війни. Зрештою, «Цибулина» падає на Землю, викликаючи нові катаклізми. Зрештою тимчасовий спокій досягається, коли Північна та Південна півкулі відрізняються від інших вогненним поясом сонячних променів на екваторі (62 роман «Колишня крижана компанія»).
Проходить 15 років. Гільдія диспетчерів та Церков неокатоликів планують відновити льодовиковий період. Тому колишні друзі Ліен Рага знову збираються разом, щоб запобігти цій загрозі.

## Серії

### Крижана кампанія
1. Крижана компанія (Ф-Станція) (1980)
2. Крижане святилище (1980)
3. Крижані люди (1981)
4. Мисливці на льоду (1981)
5. Крижана дитина (1981)
6. Крижані заручники (1981)
7. Галюцинований Гном (1982)
8. Компанія Крижаний пік (1982)
9. Патагонська мережа (1982)
10. Залізничні вітрильники (1982)
11. Божевільне сонце (1983)
12. Мережа-рак (1983)
13. Станція привидів (1983)
14. Люди Йонас (1983)
15. Терміново-гіркота (1983)
16. Крижані пальники (1983)
17. Гофр допоміжний (1984)
18. Стрілецьке дирижабль (1984)
19. Лінксун (1984)
20. Дастер вічного життя (1984)
21. Поїзди кладовищ (1985)
22. Сини Ліен Раг (1985)
23. Мандрівник Єузе (1985)
24. Ампула попелу (1985)
25. Компанія Сан (1986)
26. Сибіряки (1986)
27. Вагон-залізничник (1986)
28. Вагони-мемуари (1986)
29. Мавзолей для паровоза (1986)
30. У череві легенди (1986)
31. Ліси терору (1986)
32. Голодні гори (1987)
33. Блудні агонії (1987)
34. Мене звали Ліен Раг (1987)
35. Тюремний спеціальний поїзд 34 (1987)
36. Галюцини косим способом (1987)
37. Гнусний постулат (1988)
38. Кров Рагуса (1988)
39. Каста Егельєрів (1988)
40. Вигнанці «Зоряного неба» (1988)
41. Варварський вихід (1988)
42. Плоть зірок (1988)
43. Жорстокий світанок нового часу (1988)
44. Тихоокеанські каньйони (1989)
45. Бродяги туманів (1989)
46. Подрібнений лід (1989)
47. Бліде сонце (1989)
48. Олія мертвих (1989)
49. Забута химера (1989)
50. Карго-дирижаблі сонця (1990)
51. Гільдія кровожерних (1990)
52. Піратський хрест (1990)
53. Країна Дзоуг (1990)
54. Криги (1990)
55. Корабель «Айсберг» (1991)
56. Місто Лакустра (1991)
57. Спадщина цибулини (1991)
58. Втрачені тисячоліття (1991)
59. Холодна народна війна (1991)
60. Гробниці Антарктиди (1991)
61. Небесний Харон (1992)
62. Колишня крижана компанія (1992)

### Крижані хроніки
1. Рейки невизначеності (1995)
2. Ілюмінований (1997)
3. Кров світу (1998)
4. Передбачуваний (1999)
5. Сутінки, що вижили (1999)
6. Зоряний Левіафан (1999)
7. Паразитарне око (1999)
8. Кочова планета (2000)
9. Грай (2000)
10. Солінські кити (2000)
11. Легенда про людей Йони (2000)

### Нова крижана кампанія
1. Вогненне кільце (2001)
2. Чорний канал (2001)
3. Вічна мережа ночі (2001)
4. Люди кошмару (2001)
5. Спектри Альтіплано (2001)
6. Мумії різанини (2002)
7. Тінь сірої змії (2002)
8. Кігті пачкового льоду (2002)
9. Північні заборони (2002)
10. Місячні айсберги (2002)
11. Святилище Легенди (2002)
12. Таємниці Алтаю (2003)
13. Локомотив Богу (2003)
14. Ставка на катаклізм (2003)
15. Моване-шаман (2003)
16. Канал Дрейка (2003)
17. Кров прибульців (2004)
18. Каста варварів (2004)
19. Річка Парано (2004)
20. Незламна квітка (2004)
21. Маска іншого (2004)
22. Бурхливі пристрасті (2005)
23. Невідкличний заповіт (2005)
24. Кінцевий міраж (2005)

## Адаптації
- відеогра 1993 року Трансарктика (або Арктичний барон) французька компанії Silmarils.
- 15 випусків коміксів фірмою Дарґо за тематикою серії
- японське 26-ти серійне аніме 2002 року «Overman King Gainer»
- франко-канадський телесеріал 2006 року «Велика зірка». Сюжет 26 створених епізодів істотно відрізняється від романів Арно.

## Нагороди[1]
- спеціальна нагорода Великої премії уяви 1982 року
- премія «Аполло» 1988 року за роман «Крижана компанія»